# Krzysztof Łukaszuk
Krzysztof Jan Łukaszuk (ur. 25 października 1968 w Olsztynie) – profesor dr hab. nauk medycznych, polski specjalista medycyny rozrodu, ginekolog położnik, endokrynolog, embriolog. Kierownik Zakładu Pielęgniarstwa Położniczo-Ginekologicznego Gdańskiego Uniwersytetu Medycznego. Współzałożyciel i współtwórca Klinik Leczenia Niepłodności, Klinik Zdrowia Kobiety i Laboratoriów Medycznych INVICTA oraz aplikacji iYoni wspierającej i monitorującej płodność oraz leczenie niepłodności z wykorzystaniem medycznych standardów i sztucznej inteligencji.

## Życiorys
W 1993 roku ukończył studia medyczne na Wydziale Lekarskim Akademii Medycznej w Gdańsku. Specjalista w zakresie położnictwa i ginekologii (2000r.), endokrynologii (2012r.) oraz endokrynologii ginekologicznej i rozrodczości (2015r.). Stopień doktora nauk medycznych uzyskał w 1998 roku w Akademii Medycznej w Gdańsku na podstawie rozprawy pt. „Ocena funkcji wydzielniczej wysp i komórek wysp trzustki szczura oraz odpowiedzi humoralnej myszy na transplantowane wyspy i komórki wysp trzustkowych szczura”. W 2004 roku w tej samej uczelni uzyskał stopień doktora habilitowanego, na podstawie pracy pt. Zastosowanie diagnostyki molekularnej infekcji wirusem brodawczaka ludzkiego (HPV) profilaktyce i rokowaniu u chorych na raka szyjki macicy. Od 2009 profesor w Gdańskim Uniwersytecie Medycznym, od 2011 roku posiada tytuł profesora nauk medycznych z nominacji Prezydenta RP. Przewodził zespołowi ekspertów, którzy stworzyli krajowe rekomendacje diagnostyki i leczenia niepłodności. Szkoli zarówno lekarzy specjalizujących się w ginekologii i położnictwie, jak i w endokrynologii ginekologicznej i rozrodczości oraz diagnostów laboratoryjnych w ramach specjalizacji z genetyki laboratoryjnej. Prowadzi wykłady w kraju i za granicą dla lekarzy medycyny rozrodu
Członek zarządu Polskiego Towarzystwa Medycyny Rozrodu i Embriologii. Członek polskich i zagranicznych towarzystw naukowych, w tym  Polskiego Towarzystwa Ginekologów i Położników, Polskiego Towarzystwa Diagnostyki Laboratoryjnej, Polskiego Towarzystwa Andrologicznego, Preimplantation Genetic Diagnosis International Society, European Society of Human Reproduction and Embryology(ESHRE) oraz American Society for Reproductive Medicine(ASRM).
Szczególnie interesuje się zagadnieniami związanymi z leczeniem niepłodności ( trudne przypadki, niepowodzenia in vitro, leczenie kobiet z niską rezerwą jajnikową i w dojrzałym wieku) czynnikiem immunologicznym w niepłodności, celowaną selekcją plemników i optymalizacją nasienia do zapłodnienia, diagnostyką preimplantacyjną (profilaktyka chorób rzadkich i wad u potomstwa) oraz diagnostyką i leczeniem nawracających poronień. Wprowadził wiele innowacyjnych rozwiązań w medycynie rozrodu, które są używane w polskich ośrodkach medycznych. Jest prekursorem w Polsce oceny rezerwy jajnikowej za pomocą AMH, jak również prekursorem diagnostyki preimplantacyjnej PGD (wprowadził ją w Polsce w 2005, rozwijając w kolejnych latach m.in. o badania chorób jednogenowych, translokacji, w 2013 roku zespół Profesora jako pierwszy na świecie wprowadził do praktyki klinicznej badanie PGD wykorzystujące sekwencjonowanie następnej generacji). Ekspert projektu „Mam raka, chcę dziecko”.

## Nagrody i wyróżnienia
2000 i 2003 rok – Dyplom Przewodniczącego Oddziału Gdańskiego Polskiego Towarzystwa Ginekologicznego dla najaktywniejszych wykładowców PTG
2004 – Nagroda Rektora AMG I stopnia za osiągnięcia naukowe
2007 – Nagroda Rektora AMG II stopnia za osiągnięcia naukowe
2009 – Nagroda Rektora GUM I stopnia za osiągnięcia naukowe
2009 – Nagroda Rektora GUM II stopnia za osiągnięcia naukowe

## Publikacje
Publikacje:
Większość publikacji dostępna jest na platformie PubMed.